# NGC 396
NGC 396 es una galaxia espiral (S) localizada en la dirección de la constelación de Pisces. Posee una declinación de +04° 31' 51" y una ascensión recta de 1 horas, 08 minutos y 08,5 segundos.
La galaxia NGC 396 fue descubierta el 27 de octubre de 1864 por Albert Marth.